# Liste der denkmalgeschützten Objekte in Oberlienz
Die Liste der denkmalgeschützten Objekte in Oberlienz enthält die 15 unbeweglichen denkmalgeschützten Objekte der Gemeinde Oberlienz (Österreich).

## Denkmäler
| Foto |                 | Denkmal                                                                                              | Standort                                         | Beschreibung | Metadaten |
| ---- | --------------- | --- | ------------------------------------------------ | --- | --- |
| ja   | Datei hochladen | Kapelle hl. Wolfgang HERIS-ID: 6616 Objekt-ID: 2496 TKK: 17778                                       | bei Glanz 10 Standort KG: Glanz                  | | BDA-Hist.: Q37919680 Status: § 2a Stand der BDA-Liste: 2025-06-30 Name: Kapelle hl. Wolfgang GstNr.: .1                                                                  |
| ja   | Datei hochladen | Kath. Filialkirche hl. Georg HERIS-ID: 6617 Objekt-ID: 2497 TKK: 17775                               | Oberdrum Standort KG: Oberdrum                   | Die Kirche geht auf einen romanischen Vorgängerbau zurück und verfügt über gotische und barocke Elemente. Die Filialkirche ist dem heiligen Georg geweiht. | BDA-Hist.: Q997534 Status: § 2a Stand der BDA-Liste: 2025-06-30 Name: Kath. Filialkirche hl. Georg GstNr.: 1188 Filialkirche St. Georg (Oberdrum)                        |
| ja   | Datei hochladen | Kath. Filialkirche, St. Helenakirche HERIS-ID: 6618 Objekt-ID: 2498 TKK: 17777                       | Oberdrum Standort KG: Oberdrum                   | Urkundlich wurde 1308 eine Kirche genannt. Der spätgotische Kirchenneubau erfolgte durch die Görzer Bauhütte. Ein Umbau der Kirche durch den Lienzer Edelmann Andreas II. von Graben (Andrä von Graben) wurde 1532 abgeschlossen. Der Chor wurde wohl im 17. Jahrhundert erneuert. Die Empore wurde 1649 eingebaut. Die Vorhalle nennt im Dachstuhl 1666. Die Sakristei wurde 1687 angebaut. Der Turm wurde nach einem Blitzschlag im Jahr 1764 erneuert. Die Kirche war früher eine Wallfahrtsstätte in Anliegen zum Vieh, zur Fruchtbarkeit und zum Wetter. Am Karsamstag findet noch eine bemerkenswerte Feier der Auferstehung mit dem Austeilen von Brotlaiben statt. | BDA-Hist.: Q37919751 Status: § 2a Stand der BDA-Liste: 2025-06-30 Name: Kath. Filialkirche, St. Helenakirche GstNr.: 1224, 995 Filialkirche St. Helene Oberdrum          |
| ja   | Datei hochladen | Textilfabrik Wollkartatsche HERIS-ID: 6640 Objekt-ID: 2520 TKK: 17886                                | gegenüber Oberdrum 103 Standort KG: Oberdrum     | Die ehemalige Wassermühle aus dem 19. Jahrhundert wurde als Kartatsche (Maschine zum Glätten von Wolle oder Flachs) adaptiert. Anmerkung: Objekt des Freilichtmuseums Oberlienz | BDA-Hist.: Q37920913 Status: § 2a Stand der BDA-Liste: 2025-06-30 Name: Textilfabrik Wollkartatsche GstNr.: 568/2 Wollkartatsche Oberlienz                               |
| ja   | Datei hochladen | Brechlanlage HERIS-ID: 6639 Objekt-ID: 2519 TKK: 17874                                               | Standort KG: Oberdrum                            | Die Brechlstube stammt aus der 2. Hälfte des 18. Jahrhunderts. Anmerkung: Objekt des Freilichtmuseums Oberlienz | BDA-Hist.: Q37920843 Status: § 2a Stand der BDA-Liste: 2025-06-30 Name: Brechlanlage GstNr.: 1189 Brechlanlage, Oberlienz                                                |
| ja   | Datei hochladen | Haigl-Kasten HERIS-ID: 6644 Objekt-ID: 2524 TKK: 17842                                               | Oberlienz 3 Standort KG: Oberlienz               | Der Getreidekasten wurde laut Inschrift 1646 errichtet. Anmerkung: Objekt des Freilichtmuseums Oberlienz | BDA-Hist.: Q37921122 Status: Bescheid Stand der BDA-Liste: 2025-06-30 Name: Haigl-Kasten GstNr.: .65 Bachheiglkasten                                                     |
| ja   | Datei hochladen | Znopp-Mühle HERIS-ID: 6641 Objekt-ID: 2521 TKK: 17884                                                | bei Oberlienz 6 Standort KG: Oberlienz           | Die Getreidemühle und Stampfe stammt aus der ersten Hälfte des 19. Jahrhunderts. Anmerkung: Objekt des Freilichtmuseums Oberlienz | BDA-Hist.: Q37920978 Status: § 2a Stand der BDA-Liste: 2025-06-30 Name: Znopp-Mühle GstNr.: 1141 Znopp-Mühle                                                             |
| ja   | Datei hochladen | Widum HERIS-ID: 6626 Objekt-ID: 2506 TKK: 29847                                                      | Oberlienz 25 Standort KG: Oberlienz              | Der Pfarrhof von Oberlienz wurde urkundlich 1787 unter Einbeziehung älterer Bausubstanz als mächtiges, zweigeschoßiges Gebäude über nahezu quadratischem Grundriss mit flachem Satteldach errichtet. | BDA-Hist.: Q37920171 Status: § 2a Stand der BDA-Liste: 2025-06-30 Name: Widum GstNr.: .39/1 Oberlienz, Widum                                                             |
| ja   | Datei hochladen | Helenenstöckl HERIS-ID: 6632 Objekt-ID: 2512 TKK: 17790                                              | östlich Oberlienz 30b Standort KG: Oberlienz     | Die offene Wegkapelle unter Zeltdach mit laternartigem Pyramidenhelm stammt aus der Mitte des 18. Jahrhunderts und beherbergt ein Gemälde der heiligen Helena in kostbarer Kleidung, die das Dorf Oberlienz mit dem Schleinitzmassiv beschützt. | BDA-Hist.: Q37920581 Status: § 2a Stand der BDA-Liste: 2025-06-30 Name: Helenenstöckl GstNr.: 367 Helenenstöckl, Oberlienz                                               |
| ja   | Datei hochladen | Kath. Pfarrkirche zu Unseren Lieben Frau Maria Himmelfahrt HERIS-ID: 6624 Objekt-ID: 2504 TKK: 17776 | gegenüber Oberlienz 34 Standort KG: Oberlienz    | 1308 wurde eine Kirche genannt. 1416 wurde ein neuer Chor geweiht. 1762 erfolgte eine Barockisierung der Kirche. 1785 bestand eine Lokalkaplanei. Nach einem Brand 1809 wurde die Kirche 1824/1825 durch den Maurermeister Thomas Pichler instand gesetzt. Nach einem Einsturz des Turmes 1864 wurde 1869/1871 der Turm wieder aufgebaut und erhielt 1887 einen Spitzhelm. Die Kirche wurde 1891 zur Pfarrkirche erhoben. | BDA-Hist.: Q37920114 Status: § 2a Stand der BDA-Liste: 2025-06-30 Name: Kath. Pfarrkirche zu Unseren Lieben Frau Maria Himmelfahrt GstNr.: .41, 81 Pfarrkirche Oberlienz |
| ja   | Datei hochladen | Gruftkapelle HERIS-ID: 6625 Objekt-ID: 2505 TKK: 17826                                               | Oberlienz 34, in der Nähe Standort KG: Oberlienz | Die Kapelle wurde wohl im Ende des 15. Jahrhunderts errichtet und in der zweiten Hälfte des 17. Jahrhunderts umgebaut und eingewölbt. Die Nordseite zeigt das Fresko Weltgericht um 1530, die untere Bildhälfte ist zerstört. Die Nordseite der Kapelle wurde unter Einbeziehung des Freskos durch den Architekten Georg Reitter 1963 zu einem Kriegerdenkmal umgestaltet. | BDA-Hist.: Q37920155 Status: § 2a Stand der BDA-Liste: 2025-06-30 Name: Gruftkapelle GstNr.: .40 Friedhofskapelle Oberlienz                                              |
| ja   | Datei hochladen | Kapelle Maria Trost HERIS-ID: 6628 Objekt-ID: 2508 TKK: 17780                                        | Oberlienz 51 Standort KG: Oberlienz              | Die Kapelle ist ein schlichter Giebelbau mit quadratischem Grundriss, leicht eingezogener Apsis und Satteldach. Die vermutlich 1660 errichtete Kapelle besitzt ein Rechteckportal mit Dreiecksgiebel und darüberliegendem Rundfenster, im Inneren besteht eine Rokoko-Stuckdecke, der Altar stammt aus dem Jahr 1678. | BDA-Hist.: Q37920274 Status: § 2a Stand der BDA-Liste: 2025-06-30 Name: Kapelle Maria Trost GstNr.: 1144 Maria-Trost-Kapelle (Oberlienz)                                 |
| ja   | Datei hochladen | Moser-Kasten HERIS-ID: 6634 Objekt-ID: 2514 TKK: 17860                                               | Oberlienz 51 Standort KG: Oberlienz              | Der zweigeschoßige Kornspeicher wurde lauf Inschrift 1778 errichtet. Anmerkung: Objekt des Freilichtmuseums Oberlienz | BDA-Hist.: Q37920673 Status: Bescheid Stand der BDA-Liste: 2025-06-30 Name: Moser-Kasten GstNr.: .68 Oberlienz, Moser-Kasten                                             |
| ja   | Datei hochladen | Pöllandstöckl HERIS-ID: 6629 Objekt-ID: 2509 TKK: 17781                                              | gegenüber Oberlienz 65 Standort KG: Oberlienz    | Die offene Wegkapelle unter geschwungenem Dach mit laternenartigem Aufsatz besitzt eine Rundbogenöffnung, in der sich ein Gemälde der Beweinung Christi befindet. Die Kapelle wurde erstmals 1583 genannt und 1758 umgebaut und vergrößert. | BDA-Hist.: Q37920311 Status: § 2a Stand der BDA-Liste: 2025-06-30 Name: Pöllandstöckl GstNr.: .119 Oberlienz, Pöllandstöckl                                              |
| ja   | Datei hochladen | Schmiede HERIS-ID: 6643 Objekt-ID: 2523 TKK: 17885                                                   | bei Oberlienz 110a Standort KG: Oberlienz        | Die Huf- und Beschlagschmiede aus der ersten Hälfte des 19. Jahrhunderts wurde 1964/65 als erstes Objekt in das Freilichtmuseum transloziert. Anmerkung: Objekt des Freilichtmuseums Oberlienz | BDA-Hist.: Q37921094 Status: § 2a Stand der BDA-Liste: 2025-06-30 Name: Schmiede GstNr.: 1140 Schmiede Oberlienz                                                         |

## Ehemalige Denkmäler
| Foto |                 | Denkmal                                 | Standort                                | Beschreibung | Metadaten                                                                                               |
| ---- | --------------- | --------------------------------------- | --------------------------------------- | --- | --- |
| ja   | Datei hochladen | Venezianergattersäge TKK: 17880bis 2010 | nahe Oberdrum 117 Standort KG: Oberdrum | Die Venezianergattersäge wurde 1834 als Gemeindesäge erbaut, 1922 umgebaut, 1966 nach Hochwasserschäden letztmals saniert und 2011 wegen Baufälligkeit abgerissen. Die zweigeschoßige, senkrecht verbretterte Ständerkonstruktion auf Trockenmauerfundament hatte ein brettergedecktes Satteldach und einen rechtwinkelig angebauten Aufenthaltsraum. Der Antrieb des Venezianergatters und der Saumsäge erfolgte ursprünglich über ein eisernes Stauberrad mit Holzkastengerinne. Nach dem Abbruch wurden noch brauchbare Ausstattungsteile der Venezianergattersäge in Schlaiten übergeben. | BDA-Hist.: Q113349833 Status: Stand der BDA-Liste: 2010-05-28 Name: Venezianergattersäge GstNr.: 1160/3 |